# Grab the Moment
«Grab the Moment» —[ɡɹæb ðə məʊmənt]; en español: «Agarrar el momento»— es una canción compuesta por JOWST y Jonas McDonnell e interpretada en inglés por JOWST junto a Aleksander Walmann. Se lanzó como descarga digital el 15 de marzo de 2017 mediante Three15 Records. Fue elegida para representar a Noruega en el Festival de la Canción de Eurovisión de 2017 tras ganar el Melodi Grand Prix 2017 el 11 de marzo de 2017.

## Festival de Eurovisión

### Festival de la Canción de Eurovisión 2017
Esta fue la representación noruega en el Festival de Eurovisión 2017, interpretada por JOWST y Aleksander Walmann.
El 31 de enero de 2017 se organizó un sorteo de asignación en el que se colocaba a cada país en una de las dos semifinales, además de decidir en qué mitad del certamen actuarían. Como resultado, la canción fue interpretada en duodécimo lugar durante la segunda semifinal, celebrada el 11 de mayo de 2017. Fue precedida por Croacia con Jacques Houdek interpretando «My Friend» y seguida por Suiza con Timebelle interpretando «Apollo». La canción fue anunciada entre los diez temas elegidos para pasar a la final, y por lo tanto se clasificó para competir en esta. Más tarde se reveló que el país había quedado en quinto puesto con 189 puntos.
El tema fue interpretado más tarde durante la final el 13 de mayo, precedido por España con Manel Navarro interpretando «Do It for Your Lover» y seguido por Reino Unido con Lucie Jones interpretando «Never Give Up on You». Al final de las votaciones, la canción había recibido 158 puntos (129 del jurado y 29 del televoto), y quedó en décimo lugar de 26.

## Formatos
| Descarga digital |                   |          |  |
| N.º              | Título            | Duración |  |
| 1.               | «Grab the Moment» | 2:55     |  |

## Historial de lanzamiento
| Región  | Fecha                 | Formato          | Discográfica    | Ref.  |
| ------- | --------------------- | ---------------- | --------------- | ----- |
| Mundial | 15 de febrero de 2017 | Descarga digital | Three15 Records | [ 1 ] |